# Amphilimna olivacea
Amphilimna olivacea is een slangster uit de familie Amphiuridae.
De wetenschappelijke naam van de soort werd in 1869 gepubliceerd door Theodore Lyman.